# Houston (Pornodarstellerin)

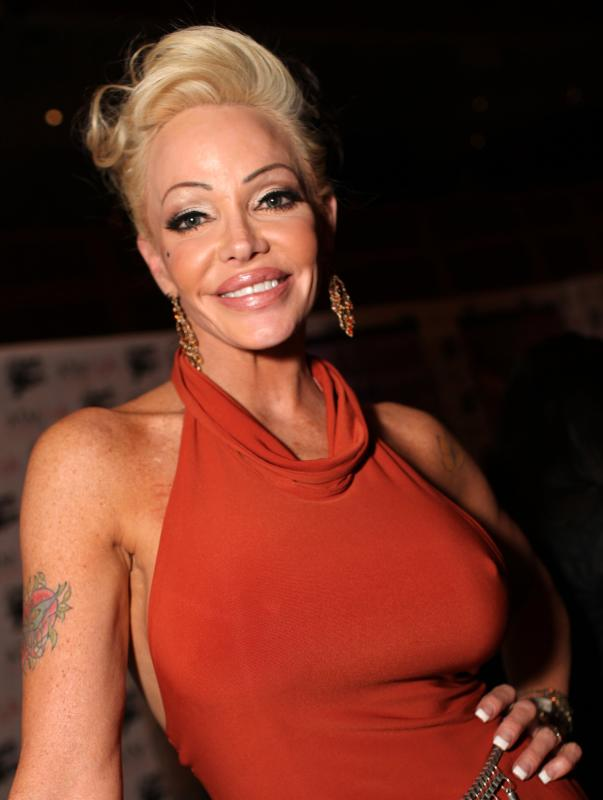
Houston (2013)

Houston (eigentlich Kimberly Halsey; * 24. März 1969 in Long Beach, Kalifornien) ist eine US-amerikanische Pornodarstellerin.

## Leben
Die Enkelin des Disney-Animators Clair Weeks wuchs als Tochter einer alleinstehenden Frau in Long Beach, Kalifornien auf.
Houston hat eine Tochter und nach ihrem ersten Rückzug aus dem Pornogeschäft erwarb sie in Las Vegas eine Lizenz als Immobilienmaklerin und veröffentlichte einige Songs als Sängerin. 2008 wurde ihr Stufe-3-Krebs diagnostiziert, den sie jedoch nach Operationen und Chemotherapie überwinden konnte.
Da sie in ihrem neuen Job als ehemaliger Pornostar wiedererkannt wurde, verlor sie diesen ebenfalls 2008. Später machte sie an der University of Nevada in Las Vegas einen Abschluss zur medizinischen Assistentin.

## Karriere

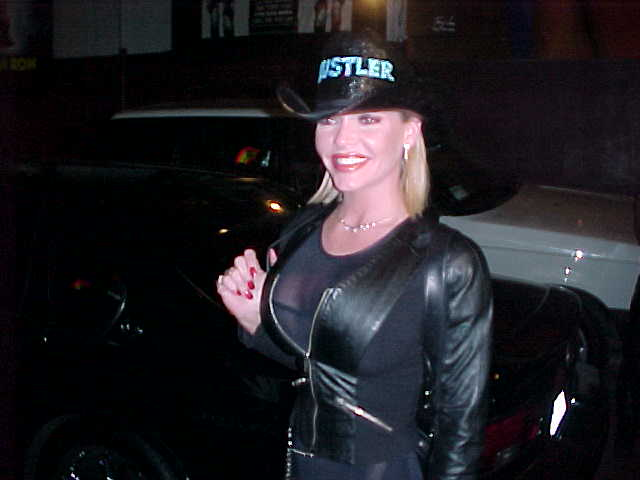
Houston (1999)

Houston begann ihre Karriere 1995, nachdem sie einem Stripclub in Houston entdeckt worden war.
Sie bekam unter anderen einen Exklusivvertrag bei Nitro. Sie nahm anderen an Metros The World’s Biggest Gangbang III: The Houston 620 (Anspielung auf das NASCAR-Rennen) teil, in dem sie an einem Gangbang mit 620 Männern beteiligt war. Dieser Auftritt brachte ihr einen Eintrag in das Guinness-Buch der Rekorde ein. In den Hochzeiten ihrer Karriere verdiente sie über 1 Million US-Dollar pro Jahr.
2000 unterzog sie sich einer Schönheitsoperation zur Verkleinerung ihrer Schamlippen. Sie ließ diese Operation filmen und vertrieb die Aufnahmen über das Internet. Außerdem verkaufte sie das abgetrennte Fleisch in einer Onlineauktion. Käufer war Dennis Hof, der Besitzer der Moonlite Bunny Ranch, wo die Überreste in Acrylglas eingegossen ausgestellt sind.
Im Jahr 2004 wurde sie in die AVN Hall of Fame aufgenommen.
Im Jahr 2012 war sie einer der Gesprächspartner für die Dokumentation After Porn Ends.

## Musikvideos
Im Jahr 2000 war Houston in Dokumentarfilm Porn to Rock von  VH-1 zu sehen, der die Anstrengungen verschiedener Pornodarsteller zeigte, im Rock'n-Roll-Musikbetrieb Fuß zu fassen. Während der nächsten Jahre tauchte Houston in Cameorollen in verschiedenen Rock und Rap Musikvideos auf, beispielsweise für Musikgruppen wie Kottonmouth Kings ("Bump") und Sum 41 ("The Hell Song"). Sie veröffentlichte Ende des Jahres 2003 ihre erste Single, "What Do You Want From Me?" und trat daraufhin im House of Blues in Los Angeles auf.
Sie hatte auch zahlreiche Auftritte in der Howard-Stern-Show.

## Autobiographie
Im Mai 2012 veröffentlichte Houston in den Vereinigten Staaten ihre Autobiografie Pretty Enough: The Story of the Gang Bang Queen, die sie zusammen mit Charles Lupula schrieb, dem Sohn des früheren Pornoregisseurs Fred J. Lincoln.

## Auszeichnungen
- 2004: AVN Hall of Fame
- 2015: XRCO Hall of Fame